# Élections législatives partielles birmanes de 2012
Les élections législatives partielles birmanes de 2012 se sont déroulées le 1er avril 2012, sauf dans la région nord du pays où des combats ont eu lieu et où les élections ont été reportées. Aung San Suu Kyi, qui est candidate lors de ces élections, tombe malade juste avant un meeting électoral et son état de santé se détériore, l'obligeant ainsi à écourter sa campagne. Aung San Suu Kyi a estimé que ces élections n'étaient ni libres ni justes. Ces élections sont importantes pour la junte au pouvoir car si le scrutin se déroule dans des conditions satisfaisantes, les sanctions prises par des organisations étrangères pourront être levées après la tenue du vote. Le scrutin ayant à peine débuté, la Ligue nationale pour la démocratie (LND), parti d'Aung San Suu Kyi, dénonce des irrégularités sur les bulletins.

## Résultats
La Chambre basse du Parlement compte 440 députés. Les élections partielles devaient déterminer 40 de ces sièges. Cependant, à la suite de combats dans l'extrême Nord du pays et au report des élections pour trois circonscriptions de l'État Kachin, seuls 37 députés ont pu être élus. Par ailleurs, six sièges étaient à élire pour la Chambre haute, ainsi que deux autres dans les chambres régionales.
À l'ouverture des urnes, le parti politique d'Aung San Suu Kyi, la Ligue nationale pour la démocratie (LND), menait dans les 44 circonscriptions où il présentait un candidat, sur les 45 en jeu.
Le lendemain du scrutin, la LND a annoncé qu'elle avait obtenu 43 sièges sur les 44 à pourvoir. Selon les résultats officiels portant sur seulement 40 circonscriptions, toutes ont été remportées par la LND.
Aung San Suu Kyi a remporté une élection historique avec 82 % des voix en sa faveur dans la circonscription électorale rurale de Kahwmu, à quelques kilomètres de la capitale économique de Birmanie, Rangoun.
L'élection d'Aung San Suu Kyi étant la plus commentée,, elle a reçu les félicitations des principaux dirigeants politiques et chefs d'État,,,.

## Conséquences du scrutin
Au lendemain des élections, certains dirigeants estiment que la Birmanie est sur la bonne voie des réformes et proposent de réévaluer les sanctions à son égard,,. 
Le 12 avril 2012, les ministres des Affaires étrangères du G8 se prononcent à Washington en faveur d'un allègement des sanctions internationales. Aung San Suu Kyi et David Cameron se prononcent pour que les sanctions soient "suspendues" et non levées afin de soutenir les réformes économiques du régime en place.
Le 9 mai 2012, le quotidien officiel New Light of Myanmar dénonce des accusations proférées par l'opposition birmane à l'encontre du parti majoritaire, qui seraient fausses et sans fondement.
Le 23 avril 2012, l’Union européenne a  levé toutes ses sanctions économiques, en place depuis 1996, sur le régime des anciens généraux. Elle  est suivie par les États-Unis qui annoncent en septembre vouloir autoriser des investissements américains dans le pays, puis  lever progressivement les interdictions qu'ils font peser sur les importations birmanes depuis près de vingt ans .